# Península Carmen
Península Carmen är en udde i Antarktis. Den ligger i Västantarktis. Argentina, Chile och Storbritannien gör anspråk på området.
Terrängen inåt land är mycket platt. Trakten är obefolkad. 